# Feldhandball-Weltmeisterschaft der Frauen 1960

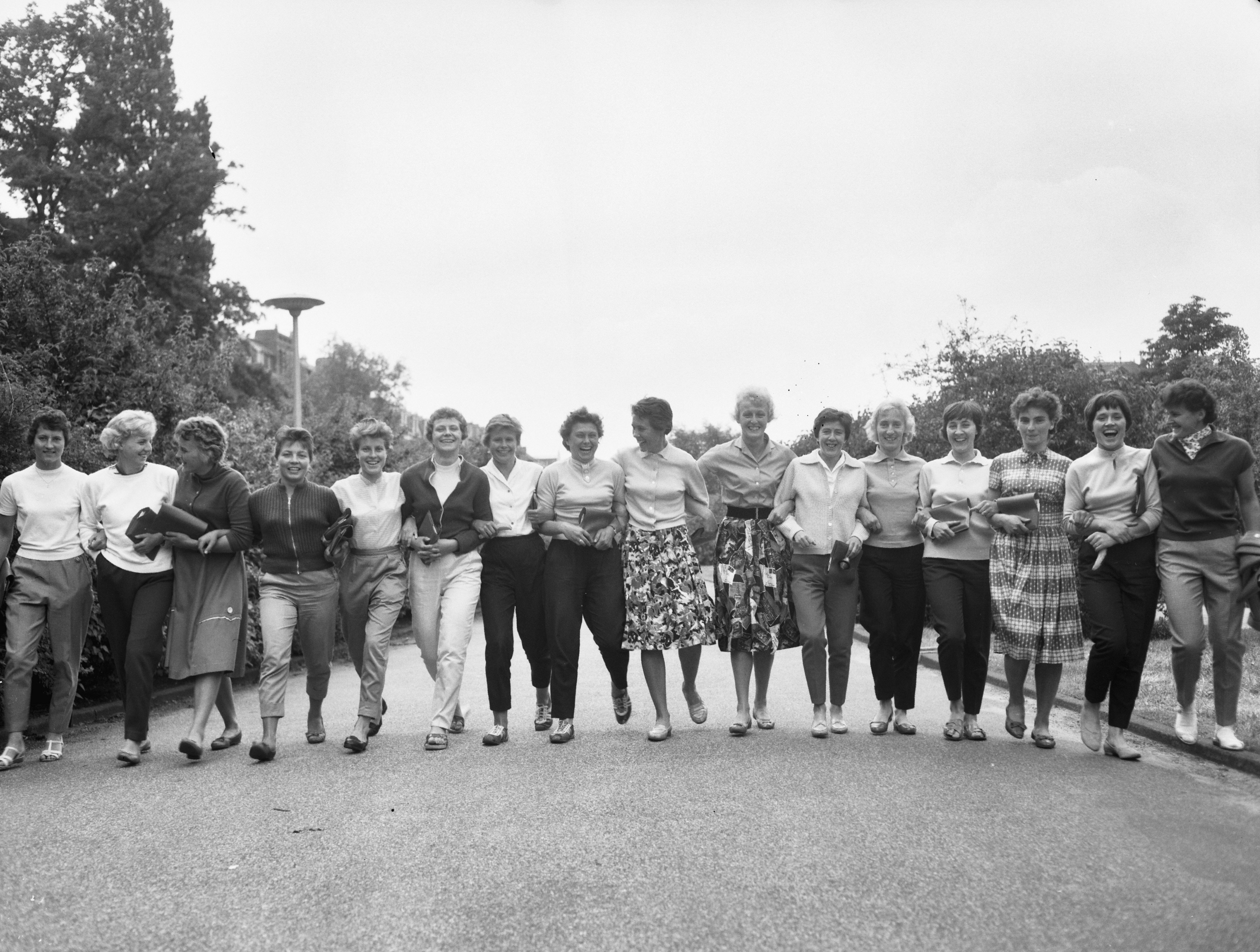
Ankunft der gesamtdeutschen Mannschaft am 10. Juni 1960 in Amsterdam

Die 3. Feldhandball-Weltmeisterschaft der Frauen fand vom 12. bis 19. Juni 1960 in den Niederlanden statt. Ausrichter war die International Handball Federation (IHF). Weltmeister wurde Rumänien.
Es war die letztmalige Austragung einer Damen-Weltmeisterschaft auf dem Großfeld. 1957 und 1962 fanden Weltmeisterschaften auf dem Kleinfeld nach Hallenhandball-Regeln statt, die heute von der IHF offiziell als erste Handball-Weltmeisterschaft der Frauen gezählt werden.
Am Wettbewerb nahmen sechs Mannschaften teil: Dänemark, Deutschland (vertreten durch eine gemeinsame Auswahl der Bundesrepublik und der DDR), die Niederlande, Österreich, Polen und Rumänien.
Es wurde in einer Vorrunde mit zwei Dreiergruppen gespielt, danach Überkreuz-Halbfinals und Platzierungsspiele um die Plätze 1 bis 6.

## Modus
Gespielt wurde in zwei Dreier-Gruppen „jeder gegen jeden“. Die ersten beiden dieser Gruppen spielten zwei Überkreuz-Halbfinals, deren Sieger um Platz 1 und 2, die Verlierer um 3 und 4. Die Gruppendritten spielten um die Plätze 5 und 6.

## Vorrunde

### Gruppe A
| Pl. | Land       | Sp. | S | U | N | Tore   | Diff. | Punkte |
| --- | ---------- | --- | - | - | - | ------ | ----- | ------ |
| 1.  | Rumänien   | 2   | 2 | 0 | 0 | 012:30 | +9    | 4      |
| 2.  | Österreich | 2   | 0 | 1 | 1 | 06:100 | −4    | 1      |
| 3.  | Dänemark   | 2   | 0 | 1 | 1 | 05:100 | −5    | 1      |

| Sonntag, 12. Juni 1960 | Rumänien | 6 : 2   | Österreich                               | Zuiderparkstadion, Den Haag |
| Sonntag, 12. Juni 1960 |          | (3 : 0) | Frieda Rychetzky (1) Gertrude Stepan (1) | Zuiderparkstadion, Den Haag |
| Sonntag, 12. Juni 1960 |          |         |                                          | Zuiderparkstadion, Den Haag |

| Dienstag, 14. Juni 1960 | Österreich                 | 4 : 4   | Dänemark                                        | Eindhoven |
| Dienstag, 14. Juni 1960 | Helene Hoffer (3) Maly (1) | (3 : 3) | Henny Marstrand Nielsen (3) Kirsten Nilsson (1) | Eindhoven |
| Dienstag, 14. Juni 1960 | Spielbericht               |         |                                                 | Eindhoven |

| Donnerstag, 16. Juni 1960 19:00 Uhr | Rumänien     | 6 : 1   | Dänemark                    | Stadion des Achilles 1894, Assen |
| Donnerstag, 16. Juni 1960 19:00 Uhr |              | (3 : 0) | Henny Marstrand Nielsen (1) | Stadion des Achilles 1894, Assen |
| Donnerstag, 16. Juni 1960 19:00 Uhr | Spielbericht |         |                             | Stadion des Achilles 1894, Assen |

### Gruppe B
| Pl. | Land        | Sp. | S | U | N | Tore   | Diff. | Punkte |
| --- | ----------- | --- | - | - | - | ------ | ----- | ------ |
| 1.  | Deutschland | 2   | 2 | 0 | 0 | 013:70 | +6    | 4      |
| 2.  | Niederlande | 2   | 1 | 0 | 1 | 08:80  | ±0    | 2      |
| 3.  | Polen       | 2   | 0 | 0 | 2 | 06:120 | −6    | 0      |

| Sonntag, 12. Juni 1960 | Deutschland                                             | 6 : 3   | Niederlande | Zuiderparkstadion, Den Haag |
| Sonntag, 12. Juni 1960 | Brigitte Wacker (3) Eva Schulz (2) Hannelore Vetter (1) | (4 : 2) |             | Zuiderparkstadion, Den Haag |
| Sonntag, 12. Juni 1960 |                                                         |         |             | Zuiderparkstadion, Den Haag |

| Dienstag, 14. Juni 1960 19:00 Uhr | Niederlande | 5 : 2   | Polen              | Stadion des USV Elinkwijk, Utrecht |
| Dienstag, 14. Juni 1960 19:00 Uhr |             | (4 : 1) | Rosa & Thym (Je 1) | Stadion des USV Elinkwijk, Utrecht |
| Dienstag, 14. Juni 1960 19:00 Uhr |             |         |                    | Stadion des USV Elinkwijk, Utrecht |

| Donnerstag, 16. Juni 1960 18:30 Uhr | Deutschland                                                                                   | 7 : 4   | Polen                              | Stadion des HV Sittardia, Sittard |
| Donnerstag, 16. Juni 1960 18:30 Uhr | Gisela Danielczyk (2) Christa Warns (2) Inge Schanding (1) Eva Schulz (1) Edith Sonnemann (1) | (3 : 0) | Szwabowska (2) Krupa & Rosa (Je 1) | Stadion des HV Sittardia, Sittard |
| Donnerstag, 16. Juni 1960 18:30 Uhr |                                                                                               |         |                                    | Stadion des HV Sittardia, Sittard |

## Finalrunde und Spiele um Platz 5
| Halbfinale | Halbfinale  | Halbfinale |  |  | Finale           | Finale      | Finale   |
|            |             |            |  |  |                  |             |          |
| A1         | Rumänien    | 9          |  |  |                  |             |          |
| B2         | Niederlande | 4          |  |  | Endspiel         | Endspiel    | Endspiel |
|            |             |            |  |  | A1               | Rumänien    | 10       |
|            |             |            |  |  | A2               | Österreich  | 2        |
| B1         | Deutschland | 2          |  |  |                  |             |          |
| A2         | Österreich  | 3          |  |  |                  |             |          |
|            |             |            |  |  | Spiel um Platz 3 |             |          |
|            |             |            |  |  | B2               | Niederlande | 1        |
|            |             |            |  |  | B1               | Deutschland | 3        |
|            |             |            |  |  |                  |             |          |
|            |             |            |  |  | Spiel um Platz 5 |             |          |
|            |             |            |  |  | A3               | Dänemark    | 6        |
|            |             |            |  |  | B3               | Polen       | 3        |
|            |             |            |  |  |                  |             |          |

### Spiel um Platz 5
| Samstag, 18. Juni 1960 18:30 Uhr | Dänemark                                                        | 6 : 3   | Polen                     | Noordersportpark, Haarlem |
| Samstag, 18. Juni 1960 18:30 Uhr | Kirsten Nilsson (3) Henny Marstrand Nielsen (2) Anna Hansen (1) | (3 : 3) | Szwabowska (2) Toboła (1) | Noordersportpark, Haarlem |
| Samstag, 18. Juni 1960 18:30 Uhr | Spielbericht                                                    |         |                           | Noordersportpark, Haarlem |

### Halbfinale
| Freitag, 17. Juni 1960 19:00 Uhr | Rumänien | 9 : 4 | Niederlande | 't Lansink, Hengelo |
| Freitag, 17. Juni 1960 19:00 Uhr | (4 : 1)  |       |             | 't Lansink, Hengelo |
| Freitag, 17. Juni 1960 19:00 Uhr |          |       |             | 't Lansink, Hengelo |

| Freitag, 17. Juni 1960 19:00 Uhr | Deutschland                                         | 2 : 3   | Österreich                                                              | Nieuw Monnikenhuize, Arnheim Zuschauer: 1000 |
| Freitag, 17. Juni 1960 19:00 Uhr | 12′ Gisela Danielczyk 1 : 2 22′ Waltraud Kühl 2 : 3 | (0 : 1) | 3′ Waltraud Broz 0 : 1 3′ Gertrude Stepan 0 : 2 21′ Helene Hoffer 1 : 3 | Nieuw Monnikenhuize, Arnheim Zuschauer: 1000 |
| Freitag, 17. Juni 1960 19:00 Uhr |                                                     |         |                                                                         | Nieuw Monnikenhuize, Arnheim Zuschauer: 1000 |

### Spiel um Platz 3
| Sonntag, 19. Juni 1960 14:30 Uhr | Niederlande | 1 : 3   | Deutschland                                                 | De Meer Stadion, Amsterdam |
| Sonntag, 19. Juni 1960 14:30 Uhr |             | (0 : 2) | Ursel Burmeister (1) Inge Schanding (1) Brigitte Wacker (1) | De Meer Stadion, Amsterdam |
| Sonntag, 19. Juni 1960 14:30 Uhr |             |         |                                                             | De Meer Stadion, Amsterdam |

### Finale
| Sonntag, 19. Juni 1960 | Rumänien | 10 : 2  | Österreich                             | De Meer Stadion, Amsterdam Zuschauer: 5000 |
| Sonntag, 19. Juni 1960 |          | (7 : 0) | Helene Hoffer (1) Frieda Rychetzky (1) | De Meer Stadion, Amsterdam Zuschauer: 5000 |
| Sonntag, 19. Juni 1960 |          |         |                                        | De Meer Stadion, Amsterdam Zuschauer: 5000 |

## Die Weltmeistermannschaft 1960: Rumänien
Aurora Bran-Popescu, Carolina Cirligeanu-Raceanu, Maria Constantinescu, Lucia Dobre, Victorița Dumitrescu, Irina Günther-Kün, Elena Jianu, Irina Nagy, Aurora Niculescu, Elena Pădureanu, Elena Rosu, Ana Starck, Iosefina Ştefănescu-Ugron, Aurelia Szökö-Salageanu und Antoaneta Vasile.